# Небухеперра Иниотеф
Небухеперра Иниотеф (VII) — фараон Древнего Египта, правивший приблизительно в 1625—1622 годах до н. э. Представитель XVII династии (Второй переходный период).

## Правление

### Место в XVII династии

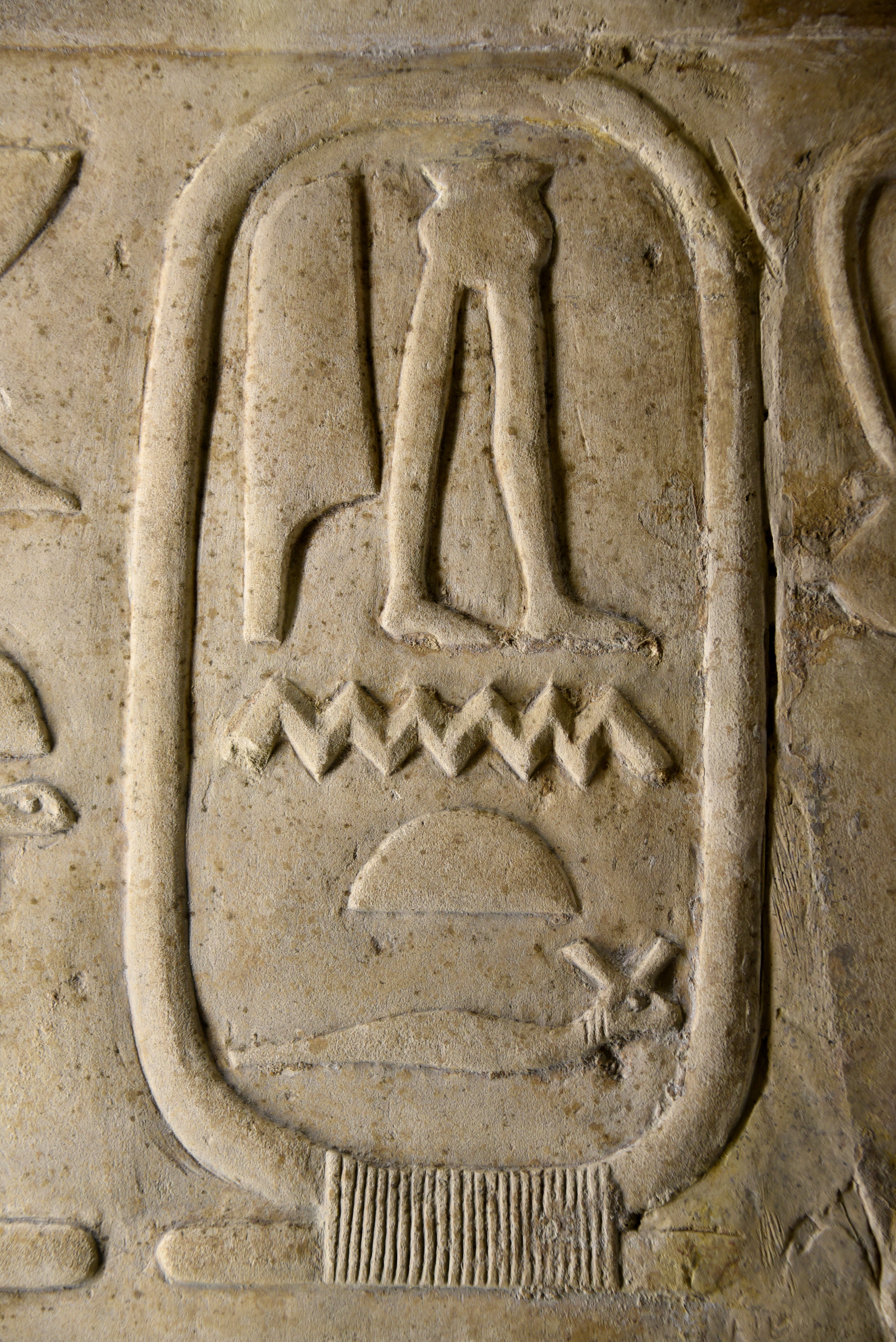
Картуш Иниотефа

Небухеперра Иниотеф — по многим причинам подходящий кандидат на роль основателя новой, сильной ветви царей, появление которых в Фивах стало угрозой для могущества гиксосов. Поскольку Небухеперра Иниотеф повторно использовал амулет Сехемра Шедтауи Себекемсафа II, можно полагать, что он правил позже него и, вероятно, принадлежал к другому роду. В Карнакском царском списке имя Небухеперра Иниотефа (№ 28) фигурирует рядом с именами Сенахтенра и Секененра Таа II. Антропоидный саркофаг Небухеперра Иниотефа, хранящийся в Британском музее, по пропорциям и оформлению ближе к саркофагу Секененра Таа II, чем к любому другому известному сегодня саркофагу, и представляется очевидным сходство между его престольным именем и престольным именем Уаджхеперра Камоса. Местоположение его гробницы — к северу от гробниц Сехемре Упмаат Иниотефа (V) и Сехемра Шедтауи Себекемсафа II — скорее, показывает не то, что он был предшественником этих царей, как думали некоторые исследователи, а то, что он положил начало новому ряду царских гробниц.

### Декрет из Коптоса

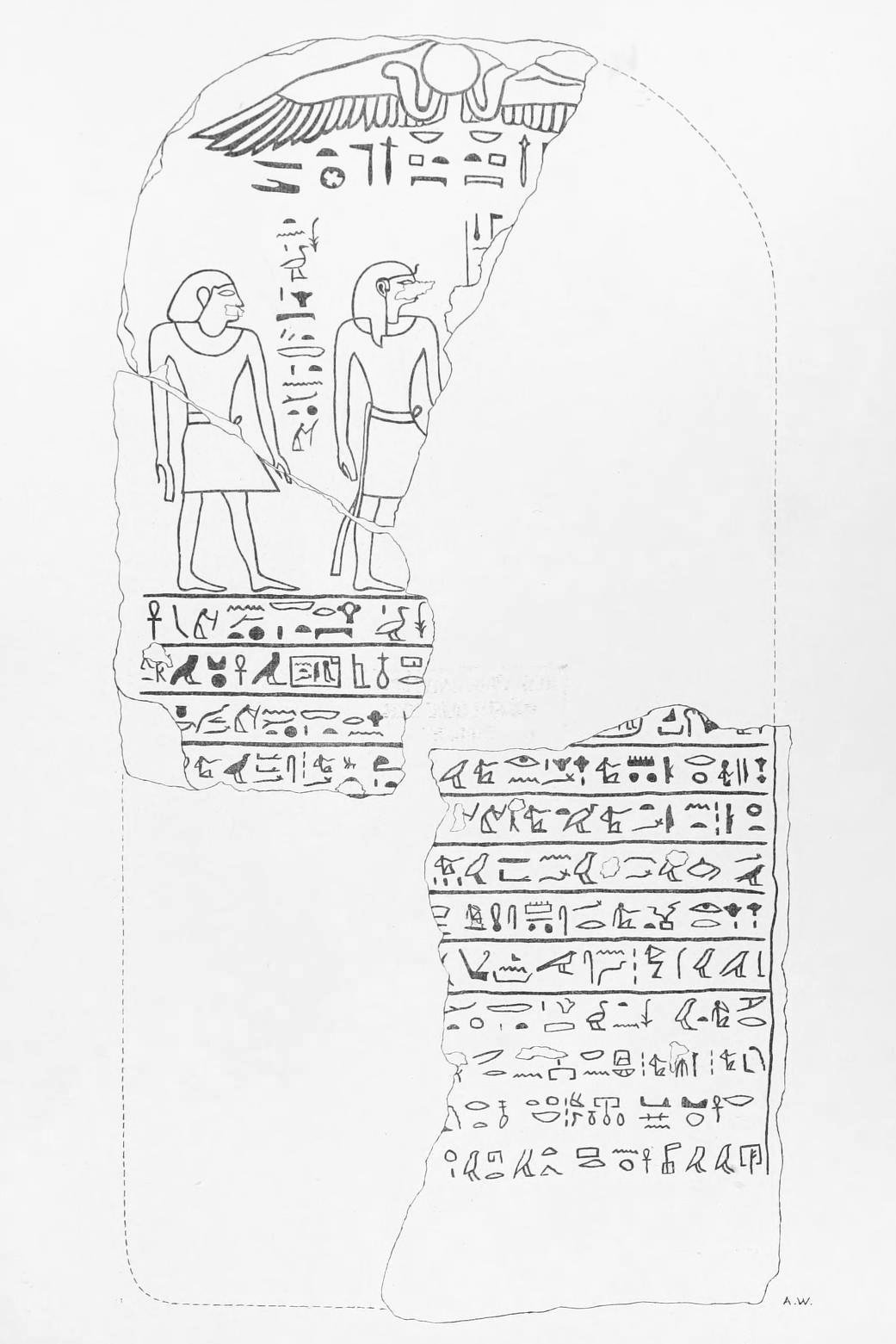
Рисунок сломанной стелы фараона Небухеперра Иниотефа. За фараоном следует сын царя, глава лучников Нахт. Известняк. Из Храма Осириса в Абидосе

Наиболее важным артефактом, созданным в период царствования Небухеперра Иниотефа, является приказ, довольно грубо вырезанный на внутренней боковой части пилона, возведённого Сенусертом I в Гебету (Коптосе). Некий Тети, сын Минхотепа, вельможа из Коптоса, очевидно, вступил в сговор со врагами царя, а в тексте содержится объявление о том, что за это преступление он должен быть изгнан. Противниками правителя, о которых идёт речь, могли быть гиксоские правители Дельты и жившие в пустыне родственные им племена. Через Коптос проходил караванный маршрут через пустыню к побережью Красного моря, и, следовательно, на Синайский и Аравийский полуострова. Поэтому возможно, что по этой дороге враги правителя планировали вторгнуться в эти южные области. Декрет выглядит следующим образом:

«Год 3-й, 3-й месяц сезона Перет (Всходов), день 25-й при величестве царя Верхнего и Нижнего Египта Небухеперра, сыне Ра, Иниотефе, которому дана жизнь, подобно Ра, навеки.
 Царский указ казначею царя Нижнего Египта, правителю Коптоса Минемхату, царскому сыну, военачальнику Коптоса Кииену, казначею царя Нижнего Египта Менехмину, писцу храма Неферхотепу-старшему, всему войску Коптоса и всем служителям храма. 
Вот доставлен вам этот  указ, дабы узнали вы, что послало моё величество, да будет он жив, крепок и здоров, писца священной сокровищницы Амона Ра-Амона и старшего врат Усер-Амона, чтобы провести расследование в храме Мина, ибо явились с повинной служители храма отца моего Мина к моему величеству, да будет он жив, крепок и здоров, говоря: „Злое дело совершилось в этом храме. Дал убежище врагам, да будет проклято имя его, Тети, сын Минхотепа“. Да будет изгнан он [дословно: брошен на землю] из храма отца моего Мина и пусть будет лишён он своей должности [в] храме Мина от сына к сыну, [от] наследника к наследнику [и] выброшен вон. Пусть отнимут [у него] его довольствие, [правовые] записи и доли пищи мясной. Пусть его имя не вспоминают в этом храме. Также поступить и с тем, кто подобно ему, восстаёт, будучи врагом своего бога. И да уничтожат написанное им храме Мина, в Белом Доме и на каждом свитке. Любой же царь или властелин любой, который простит его — да не получит он Белой короны и не получит он Красной короны и не займёт он трон Хора живых, и не будут милостивы к нему Обе Богини-владычицы как к любимому ими. [И] каждый начальник [и] каждый правитель, который взовёт к владыке, да будет он жив, крепок и здоров, дабы он был милостив к нему [преступнику], — пусть люди, имущество и земли его будут пожертвованы отцу моему Мину, владыке Коптоса. И никто из родни его, будь он из семени отца или матери его, не получат эту должность. Дана же будет эта должность казначею царя Нижнего Египта, начальнику храмового хозяйства Минемхату. И пусть дадут ему довольствие, [правовые] записи и пищу мясную, [причитающиеся по должности]. И закреплена пусть будет она [должность] за ним в грамотах в храме отца моего Мина, владыке Коптоса,  от сына к сыну, [от] наследника к наследнику».
Хотя сегодня признано, что «врагами» в знаменитом декрете Небухеперра Иниотефа, записанном в храме Мина в Коптосе, названы не реальные враги, а магические фигурки, украденные неким Тети, сыном Минхотепа, декрет явно свидетельствует о возрастающем могуществе и склонности фиванских царьков к единоличному правлению. Этот суровый указ, выпущенный в третий год правления царя, адресован градоначальнику Коптоса, начальнику гарнизона Коптоса, казначею Менехмину, писцу храма Неферхотепу и «всему гарнизону Коптоса и всему жречеству храма». Царь не только смещает с должности и яростно клянёт провинившегося Тети, но и сулит проклятие «любому царю и любому могущественному человеку» и грозит серьёзным наказанием «любому военачальнику и любому градоначальнику», который простит Тети и его потомков. Этот документ ясно показывает, что в это время в Египте было большое количество правителей, не зависящих друг от друга.

### Имена Небухеперра Иниотефа
Полная титулатура Небухеперра Иниотефа сохранилась на различных предметах: его  тронным именем было Небухеперра, «Золотое творение бога солнца»; хоровым именем — Неферхеперу, «Прекрасное творение (или сотворённое существо)»; «именем небти» — Херухернесетеф, «Находящийся на своём троне»; личным именем (следовавшем за титулом «сын бога солнца») — Иниотеф.
| G5 |

| G5 |

| F35 · L1 · Z2 |

| F35 · L1 · Z2 |

| F35 | L1 | G43 |

| F35 | L1 | G43 |

| L1 | L1 | G43 |

| L1 | L1 | G43 |

| G16 |

| G16 |

| O4 · D21 | D2 · Z1 | W11 · X1 | Z1 · I9 |

| O4 · D21 | D2 · Z1 | W11 · X1 | Z1 · I9 |

| O4 · D21 · Y1 | D2 · Z1 | N35 · F20 | X1 · W11 · Ba15s · I9 · Ba15as |

| O4 · D21 · Y1 | D2 · Z1 | N35 · F20 | X1 · W11 · Ba15s · I9 · Ba15as |

| G8 |

| G8 |

| HASH | R8A |

| HASH | R8A |

| nswt&bity |

| nswt&bity |

| N5 | S12 | L1 |

| N5 | S12 | L1 |

| N5 | S12 | L1 |

| N5 | S12 | L1 |

| N5 | S12 | L1 |

| N5 | S12 | L1 |

| N5 | S12 | L1 |

| N5 | S12 | L1 |

| N5 | L1 | S12 |

| N5 | L1 | S12 |

| N5 | L1 | S12 |

| N5 | L1 | S12 |

| N5 | L1 | S12 |

| N5 | L1 | S12 |

| N5 | L1 | S12 |

| N5 | L1 | S12 |

| V10A | N5 | S12 | L1 | G7 | V11A |

| V10A | N5 | S12 | L1 | G7 | V11A |

| G39 | N5 |

| G39 | N5 |

| W25 | M17 | n&t&f |

| W25 | M17 | n&t&f |

| W25 | M17 | n&t&f |

| W25 | M17 | n&t&f |

| W25 | M17 | n&t&f |

| W25 | M17 | n&t&f |

| W25 | M17 | n&t&f |

| W25 | M17 | n&t&f |

| W25 | M17 | n&t&f | A24 |

| W25 | M17 | n&t&f | A24 |

| W25 | M17 | n&t&f | A24 |

| W25 | M17 | n&t&f | A24 |

| W25 | M17 | n&t&f | A24 |

| W25 | M17 | n&t&f | A24 |

| W25 | M17 | n&t&f | A24 |

| W25 | M17 | n&t&f | A24 |

| V10A | ini&n | X1 | Z7 | I9 | G7 | V11A |

| V10A | ini&n | X1 | Z7 | I9 | G7 | V11A |

| N5 | S12 · Z2 | L1 | G39 | N5 | W25 | M17 | n&t&f |

| N5 | S12 · Z2 | L1 | G39 | N5 | W25 | M17 | n&t&f |

| N5 | S12 · Z2 | L1 | G39 | N5 | W25 | M17 | n&t&f |

| N5 | S12 · Z2 | L1 | G39 | N5 | W25 | M17 | n&t&f |

| N5 | S12 · Z2 | L1 | G39 | N5 | W25 | M17 | n&t&f |

| N5 | S12 · Z2 | L1 | G39 | N5 | W25 | M17 | n&t&f |

| N5 | S12 · Z2 | L1 | G39 | N5 | W25 | M17 | n&t&f |

| N5 | S12 · Z2 | L1 | G39 | N5 | W25 | M17 | n&t&f |

### Строительные работы

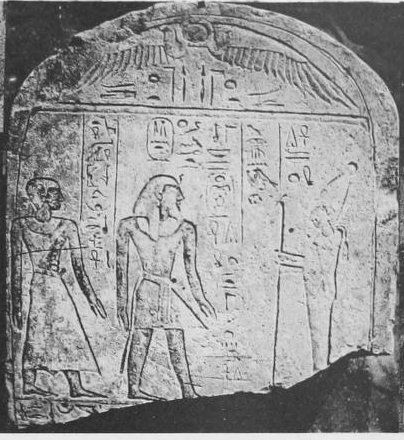
Стела с изображением фараона Небухеперра Иниотефа, за которой следует его хранитель печатей (канцлер) Яхнефер. Из Абидоса. Ныне в Музее Университета Пенсильвании, Филадельфия (№ Е 16021)

Царь проводил масштабные строительные и реставрационные работы в Гебету (Коптосе). Там было обнаружено большое количество каменных плит, покрытых рельефами и датируемых временем его правления. В Абеджу (Абидосе) он также активно строил. Помимо колонн и блоков из сооружённого этим правителем храма, профессор Питри и Артур Вейгалл среди его руин две стелы, на одной из которых царь и его сын Нахт, служивший начальником лучников, изображены стоящими перед утерянной в настоящее статуей Осириса, а на другой правитель и его визирь Яхнефер предстают перед богом. Имя визиря, Яхнефер, изображаемое в виде полумесяца, свидетельствует о том, что он жил незадолго до конца правления представителей XVII династии и восшествия на престол первого царя XVIII династии, когда это слово стало довольно часто встречаться в составе антропонимов. Другая стела представляет интерес из-за того, что перед картушем царя стоит титул хик, «правитель». Очевидно, ему в связи с тем, что его использовали гиксосы, было придано значение, связанное с царской властью, которого он прежде не имел. Теперь его стали использовать правители, находившиеся от них в зависимости. В период царствования Секененра и Камоса он окончательно превратился в синоним слова «царь».
Храмовые рельефы Небухеперра Иниотефа в Коптосе, Абидосе и Эль-Кабе, стелы и другие памятники с его именем из Карнака и Эдфу нередко прославляли его военное мастерство. Например на рельефе из Коптоса царь изображён с поднятой булавой, повергающим группу врагов в присутствии бога Мина, а на небольшом пьедестале из Карнака его картуши помещены над фигурами связанных пленников — азиатов и нубийцев. Хотя этим, традиционным для египетских царей, изобразительным сюжетам не следует придавать слишком большое значение, о воинственном характере правления Небухеперра Иниотефа свидетельствует высокий военный титул командующего, который носил «царский сын правителя Иниотефа» по имени Нахт, а также тот факт, что сам фараон был похоронен вместе с двумя луками и шестью стрелами с кремнёвыми наконечниками.

### Прочие артефакты

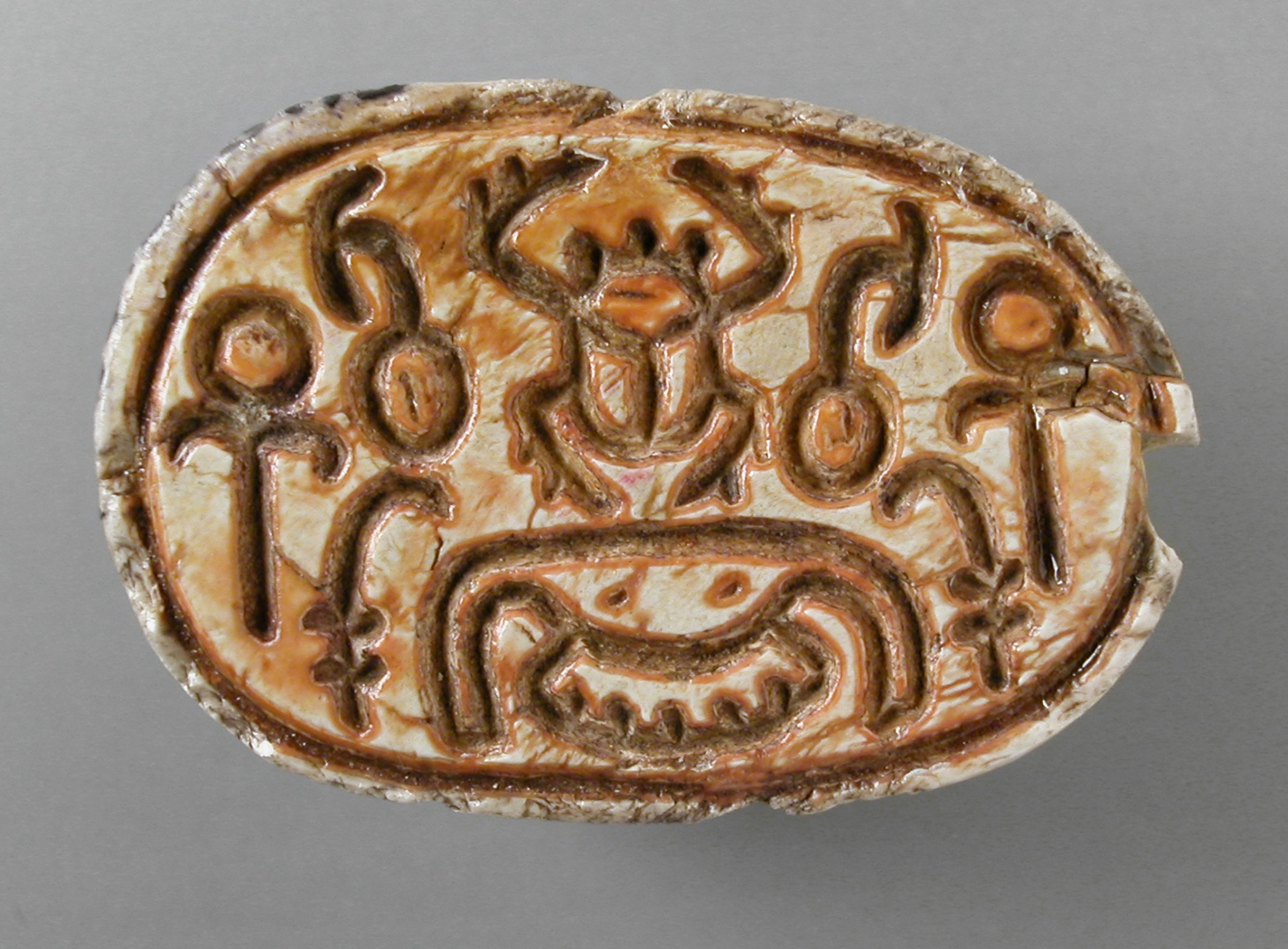
Скарабей фараона Небухеперра Иниотефа. Музей искусств округа Лос-Анджелес

К числу немногочисленных предметов, датированных периодом правления Иниотефа, относится голова пантеры, сделанная из голубой пасты и хранящаяся в Британском музее и статуэтка из коллекции Ли, которая представляет собой изображение царя, побеждающего азиатов и негров. Таким образом, можно прийти к выводу о том, что он воевал с правившими в Дельте гиксосами (подтверждение этого факта также содержится в приказе, найденном в Коптосе). Кроме того, были обнаружены несколько скарабеев, изготовленных в период его правления, а также цилиндрическая печать, которая в настоящее время находится в Британском музее. На последней вырезаны имена царя и Нубуджры, возможно являвшегося одним из малозначительных правителей того времени.

### Семья
Его супругу звали Себекемсаф, и она, очевидно, была родом из Эдфу, где занимала довольно высокое положение в обществе. В Эдфу, она и была похоронена; здесь были найдены многие памятники с её именем — две стелы, пара золотых браслетов и золотая подвеска, на которой написано имя царя Иниотефа (особенности его написания позволяют сделать вывод о том, что имеется в виду именно этот Иниотеф). На одной из стел Себекемсаф названа сестрой царя, дочерью царя и внучкой царя; она несомненно связана кровными узами с одним из предшествующих правителей XVII династии или представителями местной династии в Эдфу. Царица Себекемсаф чествуется как непосредственная прародительница XVIII династии на стеле этого периода, где она названа — вместе с царицей Яххотеп — женой Секененра Таа II и матерью царя Яхмоса. В правление Тутмоса I, представителя XVIII династии, её гробница была отреставрирована. В Британском музее хранится подголовник её главного казначея (№ 23068), на стеле из Эдфу перечисляются члены её семьи.

### Гробница фараона

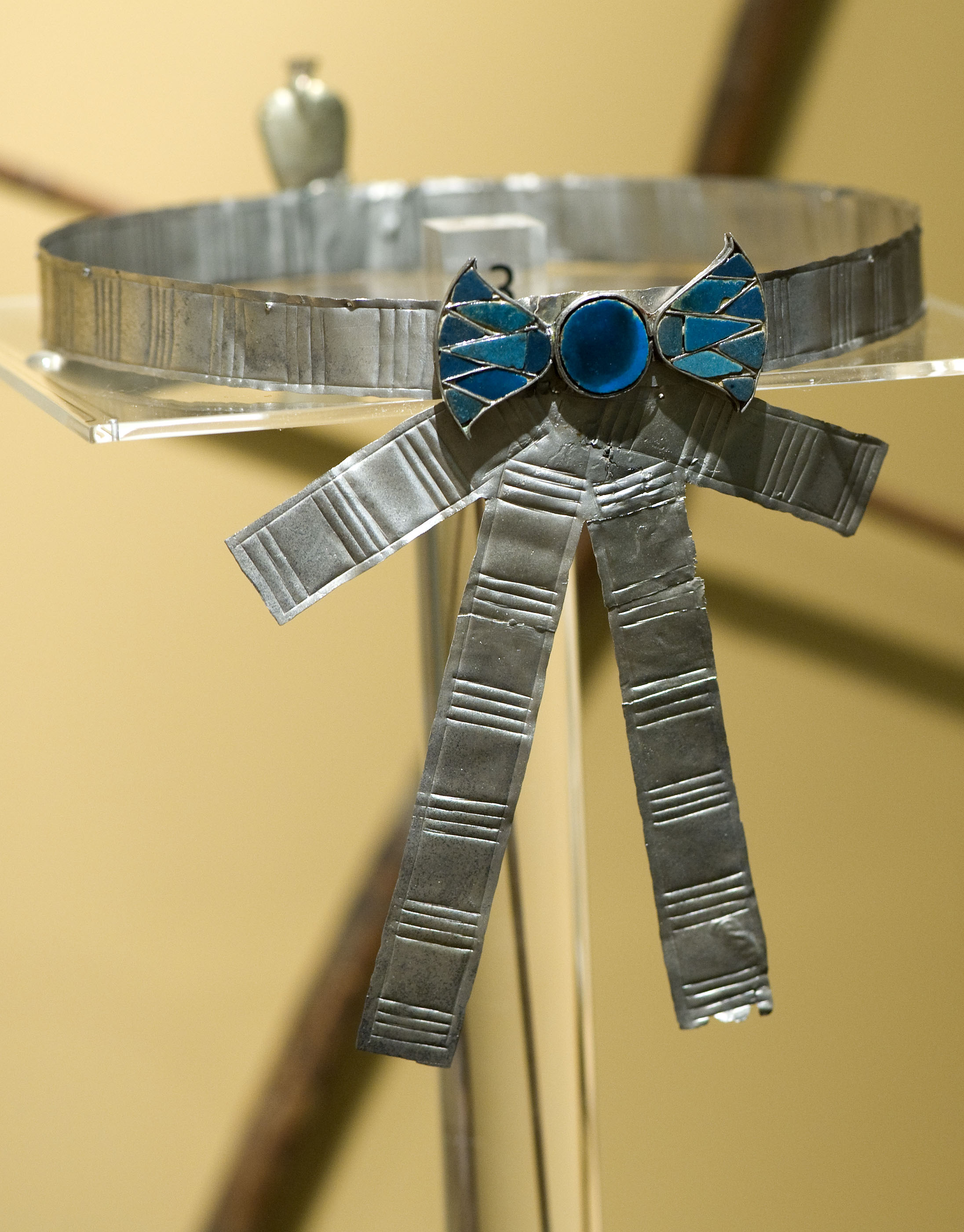
Эта древнеегипетская диадема изготовленная из серебра с золотым уреем и инкрустацией из стекла или фаянса, традиционно ассоциируется с захоронением фиванского царя XVII династии Небухеперра Иниотефа. Ныне он находится в коллекции Лейденского музея в Нидерландах (№ AO. 11а). Эта прелестная диадема была найдена в некрополе Дра Абу эль-Нага на западном берегу Нила в Фивах, предположительно в царской гробнице Небухеперра Иниотефа на заре египтологии, когда ведение записей практически не производилось

Небухеперра Иниотеф был погребён в одной из небольших гробниц фиванского некрополя на холме Дра Абу эль-Нага. Согласно сведениям почерпнутым из  папируса Эббота, его гробницу в период правления царей XX династии осмотрели чиновники, сообщившие о её состояние следующее: «Обнаружилось, что гробница царя Небухеперра, сына бога солнца Иниотефа, была вскрыта грабителями. (Однако) они смогли проникнуть в кладку только на 2,5 локтя и на один локоть во внутренние помещение (смежной гробницы) начальника носильщиков подношений храма Амона Юраи, которая в руинах. Она (то есть царская гробница) не была повреждена, воры не смогли проникнуть в неё».
Захоронение Небухеперра Иниотефа было первоначально найдено и вскрыто расхитителями гробниц в 1827 году, и некоторые из её сокровищ попали в руки западных коллекционеров. Антропоидный саркофаг выдолбленный из бревна сикоморы, украшенный характерным орнаментом в виде крыльев грифа (современные феллахи называли такие гробы «риши» — «покрытыми перьями») был приобретён Британским музеем из коллекции Генри Солта. Гроб Небухеперра Иниотефа, как сообщалось, был найден в его гробнице вместе с прелестной серебряной диадемой, несколькими луками и стрелами, а также скарабеем из зелёной яшмы в виде сердца, изготовленный для «царя Собекемсафа».
Позднее, где-то примерно в 1881 году, гробница Небухеперра Иниотефа была обнаружена первыми египтологами. Найденные два обелиска, стоявшие перед разрушенной пирамидой, собирались перевезти в Каир, но корабль, на котором их транспортировали, разбился недалеко от Камулэ, и они затонули вместе с ним. Доказано, что гробница фараона находилась рядом с гробницей некого Шураи, имя которого проверяющие по ошибке, допустить которую несложно, прочитали как Юраи. Впоследствии местоположение гробницы вновь было утеряно, хотя ещё в начале XIX века несколько пожилых местных жителей показывали мистеру Герберту Уинлоку место, где стояли утонувшие обелиски.
Стены царской гробницы были украшены росписями, на одной из них могла быть записана знаменитая Песня арфиста, которую потом называли «песней, которая в доме покойного царя Иниотефа — перед певцом с арфой». Основная мысль этой поэмы: «Ешь, пей и веселись, ведь завтра мы умрём». Правда, некоторые учёные относят составление этой песни к фараону Уаханху Иниотефу II. Как бы там не было, она была сочинена в Мемфисе в смутную эпоху, последовавшею за окончанием Древнего или Среднего царства.
Гробница Небухеперра Иниотефа была вновь обнаружена в 2000 году во время раскопок, проводившихся под руководством Дениэля Польца заместителем директора Германского археологического института. Указания на местоположение этого захоронения были получены из папируса Эббота. Как установлено, над захоронением была выстроена небольшая кирпичная пирамида основанием в 11 метров и высотой в 13 метров, ныне совершенно разрушенная.